# Yousongling Xiang
Yousongling Xiang (kinesiska: 油松岭, 油松岭乡) är en socken i Kina. Den ligger i provinsen Yunnan, i den sydvästra delen av landet, omkring 460 kilometer väster om provinshuvudstaden Kunming. Antalet invånare är 12 142. Befolkningen består av 5 601 kvinnor och 6 541 män. Barn under 15 år utgör 23,0 %, vuxna 15-64 år 67 %, och äldre över 65 år 8,0 %.
Genomsnittlig årsnederbörd är 1 537 millimeter. Den regnigaste månaden är juli, med i genomsnitt 402 mm nederbörd, och den torraste är januari, med 4 mm nederbörd.